# 南原幹雄
南原 幹雄（なんばら みきお、1938年3月23日 - ）は、日本の小説家。東京都東京市世田谷区出身。本名、安井幹雄。1960年、早稲田大学政治経済学部卒。作家・南条三郎の子。日本文芸家協会、日本ペンクラブ、各会員。

## 来歴
日活に入社し、企画部を経て、1975年退職。1973年に「女絵地獄」で第21回小説現代新人賞を受賞しデビューする。時代小説を多数執筆している。1981年に『闇と影の百年戦争』で第2回吉川英治文学新人賞、1997年に『銭五の海』で第17回日本文芸大賞、2014年に第3回歴史時代作家クラブ賞（実績功労賞）受賞。

## 作品
- 『いろの罠 大江戸おんな暦』集英社 1975 のち旺文社文庫、徳間文庫、青樹社文庫、広済堂文庫
- 『暗殺者の神話』集英社 1976 青樹社1982 集英社文庫1985、富士見書房時代小説文庫1995、ケイブンシャ文庫
- 『鴻池一族の野望』集英社 1977 のち文庫、徳間文庫
- 『新選組情婦伝』立風書房 1977 のち角川文庫、徳間文庫、学研M文庫
- 『商道の覇者』ダイヤモンド社 1978 のち旺文社文庫、「伊達藩征服」徳間文庫
- 『源頼朝』子どもの伝記全集 ポプラ社 1978
- 『修羅の絵師 鳥居清元』講談社 1979 のち文庫、学陽書房人物文庫
- 『天保悪の華』立風書房 1979 のち角川文庫、青樹社文庫
- 『闇と影の百年戦争』集英社 1980 のち文庫、徳間文庫
- 『御庭番十七家』新人物往来社 1981 のち角川文庫、徳間文庫
- 『首一万両』講談社 1981 のち文庫
- 『廓祝言 心中浮世草紙』青樹社 1981 のち旺文社文庫、徳間文庫
- 『美女は麝香の匂い』立風書房 1982
- 『幕末おんな恋歌』集英社 1982 のち文庫、青樹社文庫
- 『にっぽん好色英雄伝』新人物往来社 1983 のち角川文庫
- 『箱崎別離船』青樹社 1983 「箱崎別れ船」旺文社文庫、徳間文庫、ワンツー時代小説文庫
- 『疾風来り去る 幕末の豪商中居屋重兵衛』集英社 1983 のち角川文庫、学陽書房人物文庫
- 『付き馬屋おえん』光風社出版 1983 「女郎蜘蛛の挑戦」双葉文庫、角川文庫
  - 『付き馬屋おえん暗闇始末』光風社出版 1986 のち新潮文庫、角川文庫
  - 『吉原御法度 付き馬屋おえん』双葉社 1990.2 のち新潮文庫、角川文庫
  - 『吉原大黒天 付き馬屋おえん』新潮社 1993 のち文庫
  - 『乳房千両 付き馬屋おえん』双葉社 1996 のち文庫、「吉原水鏡」角川文庫
  - 『おんな三十六景 付き馬屋おえん』双葉社 1997 のち文庫、角川文庫

- 『美女盗り』青樹社(Big books) 1984 のち広済堂文庫、青樹社文庫
- 『北の黙示録』講談社 1984 のち文庫、青樹社文庫 - 伊達・最上・上杉・佐竹らによる江戸時代に奥羽独立を描いた架空IF歴史長編。
- 『御三家の犬たち』新人物往来社 1984 のち角川文庫、徳間文庫
- 『残菊燃ゆ』青樹社 1985 のち広済堂文庫、「柳橋かよい妻」ベスト時代文庫
- 『謎の団十郎』講談社 1985 のち文庫、徳間文庫
- 『吉原乱れ舞』角川ノベルズ 1985 「吉原大尽舞」文庫、「元禄吉原大尽舞 奈良茂と紀文」学陽書房(人物文庫)
- 『天地燃える』集英社 1985 のち角川文庫
- 『寛永風雲録』新人物往来社 1986 のち新潮文庫、福武文庫
- 『江戸妻お紺』光風社ノベルス 1986 のち徳間文庫、学研M文庫
- 『大奥十八景』角川文庫 1986 のち青樹社文庫、学研M文庫
- 『天下の旗に叛いて 結城氏朝・持朝』サイマル出版会 1986 のち新潮文庫、福武文庫、学陽書房人物文庫
- 『神々の賭け』講談社 1986 のち文庫、徳間文庫
- 『おんな忠臣蔵』角川文庫1986
- 『首獲り』双葉ノベルス 1987 のち文庫、青樹社文庫
- 『御三家の黄金』新人物往来社 1988 のち角川文庫、徳間文庫
- 『新選組探偵方』双葉社 1988 のち文庫、福武文庫
- 『薩摩藩乗っ取り』青樹社 1988 のち徳間文庫
- 『徳川水滸伝』広済堂出版 1988 のち文庫、富士見書房時代小説文庫
- 『覇者の決まる日』新人物往来社 1988 のち新潮文庫、福武文庫、新人物文庫
- 『太陽を斬る』PHP文庫 1989
- 『暗殺剣 忍者たちの神話』角川書店 1989 のち文庫、徳間文庫
- 『抜け荷百万石』新潮社 1990 のち文庫
- 『情炎くノ一系図』角川文庫 1990 のち青樹社文庫、学研M文庫
- 『情炎くノ一殺法』角川文庫 1990 のち青樹社文庫、学研M文庫
- 『黄菊白菊 江戸の女恋づくし』実業之日本社 1990
- 『徳川忍法系図』徳間書店 1990 のち文庫、大洋時代文庫
- 『それぞれの関ケ原』祥伝社 1990 「天下分け目」徳間文庫
- 『御三家の反逆』新人物往来社 1991 のち角川文庫、徳間文庫
- 『幕府隠密帳』新人物往来社 1991 のち新潮文庫、学研M文庫
- 『灼熱の要塞』集英社 1992 のち文庫
- 『無法おんな市場』徳間文庫 1992 のち角川文庫、「吉原おんな市場」学研M文庫
- 『英雄たちの伝説 歴史の見どころ』悠思社 1992
- 『百万石太平記』新人物往来社 1992 のち新潮文庫
- 『吉原繁昌記』角川文庫 1993 「吉原おんな繁盛記」学研M文庫
- 『謀将直江兼続』角川書店 1993 のち文庫、徳間文庫 - 関ヶ原後、宣旨を得て徳川家を討とうとする上杉家を描く架空IF歴史長編。
- 『闇の麝香猫』角川書店 1993 「闇の剣士麝香猫」文庫
- 『女絵地獄』徳間文庫 1993
- 『江戸の女坂』実業之日本社 1994 「江戸おんな坂」徳間文庫
- 『見廻組暗殺録』徳間書店 1995 のち文庫、「烈風疾る」学研M文庫
- 『徳川御三卿』角川書店 1995 のち文庫、徳間文庫
- 『謀将真田昌幸』新人物往来社 1995 のち角川文庫、徳間文庫
- 『銭五の海』新潮社 1995 のち文庫、人物文庫
- 『虎之助一代 戦国武将伝』新人物往来社 1996 「城取りの家」角川文庫
- 『札差平十郎』新人物往来社 1996 のち角川文庫
- 『番町牢屋敷』PHP研究所 1996 のち小学館文庫
- 『大江戸職人異聞』勁文社 1996
- 『名将大谷刑部』角川書店 1996 のち文庫、新潮文庫
- 『江戸吉凶帳』新潮社 1997 「芝居茶屋弁之助」文庫
- 『八郎疾風録』徳間書店 1997 のち文庫
- 『謀将山本勘助』新人物往来社 1998 のち新潮文庫、角川文庫
- 『見廻組暗殺録』徳間文庫 1998 改題『烈風疾る 見廻組暗殺録』学研M文庫
- 『おんな用心棒』徳間書店 1998 のち文庫
  - 『異人斬り おんな用心棒』徳間書店 2000 のち文庫

- 『秘伝毒の華』徳間文庫 1999
- 『天皇家の忍者（しのび）』東洋経済新報社 1999 のち新潮文庫、角川文庫
- 『長州を破った男』新人物往来社 1999
- 『菊五郎の女』実業之日本社 1999 「江戸おんな時雨」徳間文庫
- 『隠密太平記』双葉社 1999 のち角川文庫
- 『天下が揺いだ日』角川書店 2000 「鉄砲三国志 大坂の陣外伝」文庫
- 『信長を撃（はじ）いた男』実業之日本社 2002 のち新潮文庫（杉谷善住坊を描く）
- 『謀将北条早雲』角川書店 2002 のち文庫
- 『謀将石川数正』新潮社 2003 のち文庫
- 『将軍家の刺客』徳間書店 2003 「残月隠密帳」文庫
- 『徳川四天王』新人物往来社 2003 のち角川文庫
- 『豪商伝 指宿の太平次』角川書店 2004 のち文庫
- 『王城の忍者』新潮社 2005 「天皇家の戦士」角川文庫
- 『名将佐竹義宣』角川書店 2006 のち文庫
- 『名将山中鹿之助』角川書店 2007 のち文庫
- 『手拭い弁之助』新人物往来社 2008 改題『吉原芸者心中』角川文庫
- 『江戸おんな八景』菊池仁編 2011 祥伝社文庫